# I Stay in Love
I Stay in Love – piosenka skomponowana przez Mariah Carey, Bryan-Michael Cox, Kendrick „Wyldcard” Dean i Roderick Hollingsworth na jedenasty studyjny album Mariah Carey, E=MC². Produkcją zajęli się Mariah i Brian-Michael Cox. Piosenka została czwartym i zarazem ostatnim singlem promującym album.

## Informacje
„I Stay in Love” został wysłany do amerykańskiego radia Top40/Mainstream oraz Rhythm/Crossover w dniu 28 października 2008. Portal Amazon.com od 16 grudnia 2008 w sprzedaży miał wersję singla zatytułowaną „I Stay in Love – The Remixes”, zawierającą 4 remixy utworu. Tego samego dnia ukazała się również w sprzedaży podstawowa wersja singla.

## Recenzje
Krytyczne recenzje piosenki były przeważnie pozytywne. W recenzji albumu E=MC², internetowa edycja „The Republican” określiła, że „Carey lśni w tej piosence”, natomiast „Fox News Channel” opisał utwór jako „zabójczą balladę”.

Magazyn „People” uznał ją za najlepszą balladę albumu, nazywając ją „ładną”.
„Houston Chronicle” opisał singel jako „delikatnie bujającą balladę, którą powinna nagrać Janet Jackson” i że „Carey bez wysiłku trafia w dźwięki pod koniec piosenki”. Los Angeles Times dał piosence zróżnicowaną ocenę, twierdząc, że „I Stay in Love” jest „nieupiększone, jej głos jest prawie że szorstki przy niskich dźwiękach. Nie jest to pochlebne, ale brzmi emocjonalnie”. Entertainment Weekly stwierdził, że piosenka jest „wolniejszą, mniej uzależniającą wersją „We Belong Together”.
Szkocki tabloid „Daily Record” ocenił piosenkę jako „kolejną wybitną balladę”. „Digital Spy” napisał, że „z obowiązkowymi „oooh”, „na na na na” i „baby” udało jej się dokonać przeróbki jej hitu z 2005 roku – „We Belong Together”.

## Promowanie
Po raz pierwszy Carey wykonała utwór 8 listopada 2008 roku w Wielkiej Brytanii.
Była wówczas gościem programu The X Factor. Oprócz „I Stay in Love” wykonała również utwór „Hero” wspólnie z finalistami tego programu.

Po raz kolejny Mariah zaśpiewała ten utwór 28 listopada 2008 r., podczas gali American Music Awards.

## Teledysk
Reżyserem teledysku był mąż Mariah, Nick Cannon. Zdjęcia odbyły się 5 i 6 października 2008 r. w Las Vegas, Nevada.

Klip jest czarno-biały. Zaczyna się od momentu gdy Mariah, wychodzi z samochodu, który po chwili wybucha. W kolejnej scenie Carey, ukazana jest w garderobie, gdzie przygotowuje się do występu m.in. używa perfum, insygnowanych jej imieniem „Luscious Pink”. Pojawiają się również urywki podczas których pokazana jest restauracja w Las Vegas, gdzie ona występuje jako „Show Girl”, mając na sobie pióra.
Ukazany jest także elegancki, przystojny mężczyzna przyglądający się jej występowi. W kolejnej scenie ów mężczyzna, przytula się z inną kobietą, co widzi Carey i wychodzi zdenerwowana z klubu. Później Mariah jedzie samochodem wśród pustyni, przeplatane jest to scenami podczas, których obejmuje na łóżku z mężczyzną, który ją zranił. Następnie tak jak na początku teledysku, kobieta wysiada z samochodu, który po chwili wybucha. Mariah ubrana w koszulkę na ramiączka i krótkie spodenki, śpiewa na ulicy wśród pustkowia, po czym zatrzymuje czarnego „Jeppa” i odjeżdża.
Premiera teledysku odbyła się 27 października 2008 r. na kanale BET.
Na liście „Billboard Hot Videoclips Track” zajął najwyżej 16. miejsce oraz miejsce 19 na liście Yahoo! Music Top 100.

## Lista i format utworów
U.S. Promo CD
1. „I Stay in Love” – 3:32

2. „I Stay in Love” (wersja instrumentalna) – 3:30
Promo CD
1. „I Stay in Love” (Jody Den Broeder Radio Edit) – 4:11

2. „I Stay in Love” (Ralphi Rosario Melodic Radio Edit) – 3:52

3. „I Stay in Love” (Jody Den Broeder Club Mix) – 8:32

4. „I Stay in Love” (Ralphi Rosario Big Vocal) – 8:15

5. „I Stay in Love” (Jody Den Broeder House Mix) – 8:32

6. „I Stay in Love” (Ralphi’s Bar Dub Mix) – 8:16

7. „I Stay in Love” (Jody Den Broeder Dub) – 7:32

8. „I Stay in Love” (Jody Den Broeder House Dub) – 8:31
U.S. iTunes Single
1. „I Stay in Love” (Jody Den Broeder Radio Edit) – 4:08

2. „I Stay in Love” (Ralphi Rosario Melodic Radio Edit) – 3:50

3. „I Stay in Love” (Jody Den Broeder House Mix) – 8:29

4. „I Stay in Love” (Ralphi Rosario Big Vocal) – 8:12

## Data wydania
| Region            | Data                 | Format                      |
| ----------------- | -------------------- | --------------------------- |
| Stany Zjednoczone | 28 października 2008 | Airplay                     |
| Stany Zjednoczone | 16 grudnia 2008      | Digital download, Single CD |
| Kanada            | 16 grudnia 2008      | Digital download, Single CD |
| Brazylia          | listopad 2008        | Airplay                     |

## Listy przebojów
| Kraj              | Lista przebojów (2008)            | Pozycja |
| ----------------- | --------------------------------- | ------- |
| Bułgaria          | Singles Top 40                    | 24      |
| Kanada            | Singles Sales                     | 1       |
| Stany Zjednoczone | Billboard Hot R&B/Hip-Hop Songs   | 81      |
| Stany Zjednoczone | Billboard Pop 100                 | 94      |
| Stany Zjednoczone | Billboard Hot Dance Club Play     | 1       |
| Stany Zjednoczone | Billboard Hot 100 Airplay         | 85      |
| Stany Zjednoczone | Billboard Rhythmic Top 40         | 37      |
| Stany Zjednoczone | Billboard Hot 100 Singles Sales   | 4       |
| Stany Zjednoczone | Billboard Hot Dance Singles Sales | 2       |
| Wielka Brytania   | UK Singles Chart                  | 95      |
| Świat             | Global Dance Tracks Chart         | 21      |

## Sprzedaż i certyfikaty
| Kraj              | Sprzedaż | Certyfikat |
| ----------------- | -------- | ---------- |
| Stany Zjednoczone | 25,000+  | –          |
| Świat             | 35,000+  | –          |